# Labicymbium dentichele
Labicymbium dentichele là một loài nhện trong họ Linyphiidae. Loài này được phát hiện ở Peru.